# Alive and Kicking
Singles de Simple Minds
Don't You (Forget About Me)
(1985) Sanctify Yourself
(1986)
Clip vidéo
[vidéo] « Alive and Kicking », sur YouTube
Alive and Kicking est une chanson du groupe de rock écossais Simple Minds sortie en single le 30 septembre 1985, premier extrait de l'album Once Upon a Time.
Sorti quelques mois après Don't You (Forget About Me) qui a fait connaître mondialement le groupe, Alive and Kicking connaît un succès international.
C'est désormais John Giblin qui joue de la basse, en remplacement de Derek Forbes.
En 1992, la chanson ressort sur un single double face A avec Love Song afin de promouvoir la compilation Glittering Prize 81/92, et culmine à la 6e place au Royaume-Uni.

## Clip
Le clip, réalisé par Zbigniew Rybczyński, est entièrement filmé en extérieur, dans les montagnes Catskill dans l'État de New York. On y voit le groupe jouer la chanson, accompagné par la choriste Robin Clark (en).

## Reprise
En 1992, le groupe de dance italien East Side Beat reprend la chanson qui obtient du succès dans plusieurs pays européens.

## Classements hebdomadaires
| Classement (1985-1986)                    | Meilleure position |
| ----------------------------------------- | ------------------ |
| Afrique du Sud (Springbok Radio)          | 16                 |
| Allemagne (GfK Entertainment)             | 17                 |
| Australie (Kent Music Report)             | 21                 |
| Belgique (Flandre Ultratop 50 Singles)    | 2                  |
| France (SNEP)                             | 33                 |
| Canada (RPM 100 Singles)                  | 4                  |
| États-Unis (Billboard Hot 100)            | 3                  |
| États-Unis (Mainstream Rock Tracks chart) | 2                  |
| Irlande (IRMA)                            | 2                  |
| Italie (FIMI)                             | 1                  |
| Norvège (VG-lista)                        | 5                  |
| Nouvelle-Zélande (RMNZ)                   | 5                  |
| Pays-Bas (Nederlandse Top 40)             | 2                  |
| Pays-Bas (Single Top 100)                 | 2                  |
| Royaume-Uni (UK Singles Chart)            | 7                  |
| Suède (Sverigetopplistan)                 | 11                 |
| Suisse (Schweizer Hitparade)              | 13                 |

| Classement (1992)              | Meilleure position |
| ------------------------------ | ------------------ |
| Irlande (IRMA)                 | 24                 |
| Royaume-Uni (UK Singles Chart) | 6                  |

| Classement (1992-1993)                 | Meilleure position |
| -------------------------------------- | ------------------ |
| Belgique (Flandre Ultratop 50 Singles) | 19                 |
| Irlande (IRMA)                         | 28                 |
| Pays-Bas (Nederlandse Top 40)          | 27                 |
| Pays-Bas (Single Top 100)              | 20                 |
| Royaume-Uni (UK Singles Chart)         | 26                 |

## Certifications
Simple Minds
| Pays                  | Certification | Unités certifiées |
| --------------------- | ------------- | ----------------- |
| Canada (Music Canada) | Or            | 50 000            |
| Royaume-Uni (BPI)     | Argent        | 200 000           |